# Wavrille
Wavrille é uma comuna francesa na região administrativa de Grande Leste, no departamento de Meuse. Estende-se por uma área de 5,31 km². Em 2010 a comuna tinha 54 habitantes (densidade: 10,2 hab./km²).